# Colonel Hill
Colonel Hill es una localidad de las Bahamas, ubicada en isla de Crooked. En 2010 tenía una población de 51 habitantes.
El área es atendida por el aeropuerto Colonel Hill.